# Fußball-Hessenliga 2019/20
Die Saison 2019/20 der Hessenliga war die 42. Spielzeit der Fußball-Hessenliga und die zwölfte als fünfthöchste Spielklasse in Deutschland. Sie wurde am 26. Juli 2019 eröffnet. Vom 2. Dezember 2019 bis zum 29. Februar 2020 wurde die Spielzeit durch die Winterpause unterbrochen, am 13. März aufgrund der COVID-19-Pandemie erneut und infolgedessen schließlich am 20. Juni abgebrochen.
Erstmals seit der Saison 2013/14 wurde die Teilnehmerzahl wieder aufgestockt, es nahmen 18 Mannschaften am Spielbetrieb teil.

## Auswirkungen der COVID-19-Pandemie
Der Hessische Fußball-Verband gab am 13. März 2020 bekannt, den Spielbetrieb in der Hessenliga zunächst bis einschließlich 10. April 2020 auszusetzen. Bereits vor Ablauf der Frist teilte der DFB die geschlossene Entscheidung der 21 Landesverbände mit, den Spielbetrieb ab der Regionalliga abwärts bis auf Weiteres auszusetzen.
Die Spielkommission und die Gesellschafterversammlung der Regionalliga Südwest brachen die Saison schließlich endgültig ab und räumten nach einer Entscheidung vom 26. Mai 2020 dem TSV Eintracht Stadtallendorf (quotientenstärkster, aufstiegsberechtigter Teilnehmer der Hessenliga) und dem KSV Hessen Kassel (quotientenstärkster Teilnehmer im Vergleich zur TuS Koblenz und dem 1. Göppinger SV) das Aufstiegsrecht ein. Die Meldung des Trägers der Hessenliga stand aber noch aus.
Auf einem außerordentlichen Verbandstag am 20. Juni wurde abschließend über die Wertung der Spielzeit entschieden. Stadtallendorf und Kassel wurden nach Wertung per Quotientenregel als Aufsteiger bestimmt, es gab keine Absteiger.

## Teilnehmer
Für die Spielzeit 2019/20 hatten sich folgende Vereine sportlich qualifiziert:
- die Absteiger aus der Regionalliga Südwest 2018/19:
  - SC Hessen Dreieich
  - TSV Eintracht Stadtallendorf
- die verbliebenen Mannschaften aus der Hessenliga 2018/19:
  - KSV Hessen Kassel
  - SV Rot-Weiß Hadamar
  - SG Barockstadt Fulda-Lehnerz
  - VfB Ginsheim
  - KSV Baunatal
  - FC Eddersheim
  - SC Waldgirmes
  - FV Bad Vilbel
  - Türk Gücü Friedberg
  - SC Viktoria Griesheim
- die Meister der drei Staffeln der Verbandsliga Hessen 2018/19:
  - Nord: SV Steinbach
  - Mitte: FSV 1926 Fernwald
  - Süd: Rot-Weiß Walldorf
- alle Teilnehmer an der Aufstiegsrunde zwischen den Verbandsliga-Vizemeistern 2018/19 zur Hessenliga:
  - SV Neuhof
  - TuS Dietkirchen
  - FC Hanau 93

## Abschlusstabelle
Tabelle zum Zeitpunkt des Abbruchs
| Pl.             | Verein                           | Sp. | S  | U | N  | Tore    | Diff. | Punkte |
| --------------- | -------------------------------- | --- | -- | - | -- | ------- | ----- | ------ |
| 1.              | TSV Eintracht Stadtallendorf (A) | 22  | 15 | 3 | 4  | 054:270 | +27   | 48     |
| 2.              | KSV Hessen Kassel                | 22  | 14 | 5 | 3  | 071:260 | +45   | 47     |
| 3.              | FC Eddersheim                    | 21  | 13 | 4 | 4  | 043:220 | +21   | 43     |
| 4.              | SG Barockstadt Fulda-Lehnerz     | 22  | 12 | 6 | 4  | 055:230 | +32   | 42     |
| 5.              | VfB Ginsheim                     | 22  | 12 | 4 | 6  | 058:410 | +17   | 40     |
| 6.              | SV Rot-Weiß Hadamar              | 22  | 11 | 4 | 7  | 053:380 | +15   | 37     |
| 7.              | SC Hessen Dreieich (A)           | 23  | 11 | 3 | 9  | 044:380 | +6    | 36     |
| 8.              | Rot-Weiß Walldorf (N)            | 23  | 9  | 6 | 8  | 042:420 | ±0    | 33     |
| 9.              | SC Waldgirmes                    | 23  | 10 | 2 | 11 | 040:440 | −4    | 32     |
| 10.             | SC Viktoria Griesheim            | 22  | 10 | 2 | 10 | 035:530 | −18   | 32     |
| 11.             | KSV Baunatal                     | 23  | 9  | 3 | 11 | 032:340 | −2    | 30     |
| 12.             | Türk Gücü Friedberg              | 22  | 8  | 6 | 8  | 034:410 | −7    | 30     |
| 13.             | FC Hanau 93 1 (N)                | 23  | 7  | 5 | 11 | 030:480 | −18   | 25     |
| 14.             | FV Bad Vilbel                    | 21  | 6  | 5 | 10 | 033:410 | −8    | 23     |
| 15.             | TuS Dietkirchen (N)              | 22  | 7  | 2 | 13 | 029:440 | −15   | 23     |
| 16.             | SV Steinbach (N)                 | 21  | 4  | 4 | 13 | 021:530 | −32   | 16     |
| 17.             | SV Neuhof (N)                    | 21  | 3  | 4 | 14 | 024:570 | −33   | 13     |
| 18.             | FSV 1926 Fernwald (N)            | 23  | 3  | 2 | 18 | 035:610 | −26   | 11     |
| Stand: Endstand |                                  |     |    |   |    |         |       |        |

| (A) | Absteiger aus der Regionalliga Südwest 2018/19 |
| (N) | Aufsteiger aus den Verbandsligen 2018/19       |

Tabelle nach Quotientenregelung
| Pl. | Verein                       | Spiele | Punkte | Ø Punkte |
| --- | ---------------------------- | ------ | ------ | -------- |
| 01. | TSV Eintracht Stadtallendorf | 22     | 48     | 2,18     |
| 02. | KSV Hessen Kassel            | 22     | 47     | 2,14     |
| 03. | FC Eddersheim                | 21     | 43     | 2,05     |
| 04. | SG Barockstadt Fulda-Lehnerz | 22     | 42     | 1,91     |
| 05. | VfB Ginsheim                 | 22     | 40     | 1,82     |
| 06. | SV Rot-Weiß Hadamar          | 22     | 37     | 1,68     |
| 07. | SC Hessen Dreieich           | 23     | 36     | 1,57     |
| 08. | SC Viktoria Griesheim        | 22     | 32     | 1,45     |
| 09. | Rot-Weiß Walldorf            | 23     | 33     | 1,43     |
| 10. | SC Waldgirmes                | 23     | 32     | 1,39     |
| 11. | Türk Gücü Friedberg          | 22     | 30     | 1,36     |
| 12. | KSV Baunatal                 | 23     | 30     | 1,30     |
| 13. | FV Bad Vilbel                | 21     | 23     | 1,10     |
| 14. | FC Hanau 93                  | 23     | 25     | 1,09     |
| 15. | TuS Dietkirchen              | 22     | 23     | 1,05     |
| 16. | SV Steinbach                 | 21     | 16     | 0,76     |
| 17. | SV Neuhof                    | 21     | 13     | 0,62     |
| 18. | FSV 1926 Fernwald            | 23     | 11     | 0,48     |

## Kreuztabelle
Die Kreuztabelle stellt die Ergebnisse aller Spiele dieser Saison dar. Die Heimmannschaft ist in der linken Spalte, die Gastmannschaft in der oberen Zeile aufgelistet.
| 2019/20                      | SC Hessen Dreieich | TSV Eintracht Stadtallendorf | KSV Hessen Kassel | SV Rot-Weiß Hadamar | SG Barockstadt Fulda-Lehnerz | VfB Ginsheim | KSV Baunatal | FC Eddersheim | SC Waldgirmes | FV Bad Vilbel | SC Viktoria Griesheim | Türk Gücü Friedberg | SV Steinbach | FSV 1926 Fernwald | Rot-Weiß Walldorf | SV Neuhof | TuS Dietkirchen | FC Hanau 93 |
| ---------------------------- | ------------------ | ---------------------------- | ----------------- | ------------------- | ---------------------------- | ------------ | ------------ | ------------- | ------------- | ------------- | --------------------- | ------------------- | ------------ | ----------------- | ----------------- | --------- | --------------- | ----------- |
| SC Hessen Dreieich           |                    | 4:0                          | 2:2               | –                   | 2:1                          | 3:0          | 0:2          | –             | 3:2           | 1:2           | –                     | –                   | 3:1          | 3:1               | –                 | 3:0       | –               | 1:1         |
| TSV Eintracht Stadtallendorf | –                  |                              | 4:3               | –                   | 1:3                          | 5:0          | 2:3          | 3:1           | –             | 3:0           | –                     | 1:0                 | 4:0          | 5:1               | –                 | 3:1       | 3:2             | 3:1         |
| KSV Hessen Kassel            | 4:0                | 2:2                          |                   | 2:2                 | –                            | –            | –            | 1:2           | 4:1           | 6:1           | 6:0                   | 4:2                 | 2:0          | –                 | 4:0               | –         | 4:0             | –           |
| SV Rot-Weiß Hadamar          | 0:0                | 0:2                          | 0:8               |                     | –                            | 4:0          | 2:1          | 1:2           | 2:0           | –             | 6:1                   | –                   | 8:0          | 4:2               | 2:2               | –         | 0:1             | –           |
| SG Barockstadt Fulda-Lehnerz | –                  | –                            | 2:3               | 2:2                 |                              | 2:0          | –            | –             | –             | 1:1           | 3:0                   | 3:0                 | 5:0          | 3:2               | 5:0               | 7:1       | –               | 1:2         |
| VfB Ginsheim                 | 5:2                | –                            | 3:1               | –                   | 3:1                          |              | 6:2          | 1:1           | 5:2           | 1:1           | 1:2                   | –                   | 2:0          | 3:1               | 1:2               | –         | 3:0             | 6:1         |
| KSV Baunatal                 | 0:1                | 1:0                          | 0:1               | –                   | 1:1                          | –            |              | –             | 0:1           | 2:0           | –                     | 1:1                 | 1:2          | 0:4               | –                 | 1:1       | –               | 2:0         |
| FC Eddersheim                | 2:0                | 1:2                          | –                 | 3:1                 | 2:2                          | –            | 2:1          |               | 3:1           | –             | 2:0                   | –                   | 3:1          | –                 | 2:1               | 5:0       | 0:0             | –           |
| SC Waldgirmes                | 0:2                | 1:1                          | 1:2               | –                   | 0:2                          | –            | 1:0          | –             |               | 1:2           | –                     | –                   | 2:0          | 4:2               | –                 | 3:2       | 3:1             | 1:1         |
| FV Bad Vilbel                | 2:3                | –                            | –                 | 2:3                 | –                            | –            | 1:4          | 1:4           | –             |               | 0:1                   | –                   | –            | –                 | 0:2               | –         | 4:0             | 0:0         |
| SC Viktoria Griesheim        | 2:1                | 0:4                          | –                 | 2:1                 | 0:2                          | 2:4          | 1:4          | –             | 3:4           | –             |                       | –                   | 1:1          | –                 | 4:0               | 4:1       | 3:2             | –           |
| Türk Gücü Friedberg          | 4:3                | –                            | 0:5               | 0:3                 | –                            | 1:1          | 0:1          | 2:1           | 3:1           | 0:4           | 0:0                   |                     | –            | 2:2               | 1:1               | 1:1       | 4:1             | 3:1         |
| SV Steinbach                 | –                  | –                            | –                 | –                   | 0:0                          | –            | –            | –             | –             | 3:3           | 1:2                   | 0:2                 |              | 3:2               | 1:1               | 2:1       | –               | 2:4         |
| FSV 1926 Fernwald            | –                  | 0:2                          | 1:1               | 5:6                 | –                            | –            | –            | 0:1           | 1:5           | 0:3           | 1:2                   | 5:2                 | –            |                   | 2:4               | 0:2       | –               | 1:3         |
| Rot-Weiß Walldorf            | 1:4                | 1:2                          | –                 | –                   | 2:2                          | 3:3          | 4:2          | 3:2           | 3:0           | –             | 6:2                   | –                   | 3:0          | 0:1               |                   | 0:0       | 2:0             | 1:2         |
| SV Neuhof                    | –                  | –                            | 1:4               | 0:2                 | 0:4                          | 5:6          | –            | 1:1           | –             | 3:2           | –                     | –                   | 2:3          | 2:1               | –                 |           | –               | 0:1         |
| TuS Dietkirchen              | 3:2                | 2:2                          | –                 | 2:1                 | 1:3                          | –            | 1:2          | –             | 2:3           | 1:2           | –                     | 1:2                 | 2:1          | 1:0               | –                 | 4:0       |                 | –           |
| FC Hanau 93                  | 3:1                | –                            | 2:2               | 1:3                 | –                            | 0:4          | 2:1          | 0:3           | 0:2           | 2:2           | 2:3                   | 1:4                 | –            | –                 | –                 | –         | 0:2             |             |
| Stand: Endstand              |                    |                              |                   |                     |                              |              |              |               |               |               |                       |                     |              |                   |                   |           |                 |             |